# Leucania lythargyria
Leucania lythargyria là một loài bướm đêm trong họ Noctuidae.